# Букшований Микола Федорович
Букшований Микола Федорович (*9 березня 1892, Бесідівка — †22 червня 1944, Ерешінь, Ріу-Гранді-ду-Сул, Бразилія) — військовий і громадський діяч, журналіст, член редколегії газети «Наш голос» (Йозефів), хорунжий 4-ї сотні 4-го полку Сірої дивізії, старшина Української військової місії в Польщі; хорунжий Армії УНР.
Відповідно до українського законодавства є борцем за незалежність України у ХХ столітті.

## Біографія
Народився в сім'ї священика Федора Тимофійовича та Марії Петрівни Янівської. Закінчив духовну школу за 1-м розрядом (Ромни, 1907) та 4 класи Полтавської духовної семінарії, з якої його вигнали з «вовчим білетом». Йому заборонили здавати екстерном іспити в Харківському і Одеському навчальних округах. Не прийняли й до гімназії в Петербурзі, аж через два роки дозволили здати екстерном екзамени. Він став студентом Петербурзького психоневрологічного інституту (мріяв стати психіатром), але через невиконання мобілізаційних приписів його після 2 курсу послано до війська солдатом.
Служив у Лейб-гвардії гренадерському полку в Петербурзі. Закінчив Першу школу прапорщиків (Оранієнбаум, січень 1915).
На фронті в Галичині — з 12 травня 1915 року. 1 вересня потрапив в австрійський полон, у якому провів 3 роки (табори Йозефштадт у Чехії і Фрайштадт у Горішній Австрії).
| «Всі три роки прожив кращим академічним життям: знайомився з українським питанням і студіював модерні мови: англійську, німецьку та французьку — та громадянським — брав участь в українізації Йозефштадта». |
| «Життя в таборі було імпульсивне, диспутам не було кінця, національний настрій був високий, „всі пнялись до України“ — кожний старався приготувати себе до майбутньої праці на Українських землях». |
До України повернувся у кінці серпня 1918-го. Звільнившись зі служби, поступив до Київського університету Св. Володимира, а з початком антигетьманського повстання прилучився до своєї дивізії.
Під час катастрофи сірожупанників на Волині забраний у польський полон. Карався в «Бугшопах» у Берестейській фортеці. З неволі звільнений «у дні проскурівської катастрофи». У період бойових дій організував інформаційно-реєстраційне бюро при українській армії. Бажаючи допомогти землякам, які потрапили на чужині в тяжкі обставини, пішов на службу до Американського християнського молодіжного союзу (УМСА). Товаришував з поетами Миколою Вороним і Петром Карманським.
23 квітня 1922 одружився з Галею — дочкою письменника Модеста Левицького. Хотів вступити до Української Господарської Академії в Подєбрадах, але дістав відмову. Здобув медичну освіту в Карловому університеті (Прага, 1929). У 1930 році, вже вивчивши португальську мову, емігрував до Бразилії. Працював лікарем (Порту-Алегрі, Валойс, Ерешінь).
Другим шлюбом, 1930 року, побрався з лікаркою Гедвігою-Людмилою Кіссельовою. Її мати була німкенею, а батько чехом (його 1920 року розстріляли більшовики). З мачухою-чешкою була репатрійована до Чехословаччини. З Букшованим познайомилася у Карловому університеті, медичний факультет якого закінчила на рік пізніше від нього.
У посмертній згадці Семен Кравченко писав:
| «Товариський, щиросердечний, гуманний, веселий і скромний д-р Букшований дуже скоро завоював собі симпатії та приятельство, а своєю безкорисливістю збуджував „боготворення“ між біднотою (…). Передчасна смерть Букшованого вразила ціле місто Ерешінь. Під час похорону місто припинило свою діяльність і вийшло проводжати свого лікаря на вічний спокій. Префектура влаштувала похорон на міські кошти й поставила гарного надгробника. З ким не приходилося зустрічатись із м. Ерешінь, усі відзивалися з найбільшою похвалою та жалем про передчасну смерть доктора Миколи Букшованого». |